# Saint-Étienne-de-Valoux
 Saint-Étienne-de-Valoux  là một xã ở tỉnh Ardèche, vùng Auvergne-Rhône-Alpes ở đông nam nước Pháp.